# 12 Божеств
12 Божеств (яп. 十二天 /十二大天衆 дзю: нитэн/дзю: ни дайтэн сю:) в японском буддизме заимствованы из индуистской мифологии (индуистский термин «Дэва» означает: «божество, небесное существо»). В китайском и японском буддизме принято считать, что эти существа являются хранителями монастырей. Кроме того, каждый из них связан с определённым зодиакальным животным и служит защитником для людей, родившихся в тот или иной год. 12 Божеств охраняют 12 часов дневного света, 12 месяцев, 12 космических направлений. Среди них самое высокое положение занимают Бонтэн (Брахма) и Тайсякутэн (Индра).

## 12 Божеств в Буддизме
12 Божеств произошли от индуистских стражей четырёх сторон света и их промежуточных направлений (яп. 八方天 хаппо: тэн). Позднее, к ним были добавлены боги неба и земли, вместе с ними была сформирована группа из 10 Божеств (яп. 十天 дзиттэн).Также туда вошли боги солнца и луны, на которых завершается процесс формирования группы 12 Божеств.
12 Божеств выполняют в японском эзотерическом буддизме ту же функцию, что и 4 Небесных Царя, а именно, защищают буддистский мир от злых демонов.
Изображения 12 Божеств впервые появляются в эпоху Хэйан (794—1185) на картинах мандалы Тайдзо: кай, а также в виде обрядовых масок. Изображения 12 Божеств также фигурируют в мандалах Дзю: нитэн и Антин. 
| Имя | Описание |
| --- | --- |
|     | Хранитель восходящего направления; индуистское божество, которое считается создателем Вселенной. Имеет четыре головы для наблюдения за каждой из четырёх сторон света, однако, в основном, изображается только с одной. К Бонтэну относят появление четырёх ступеней обретения нирваны:1) освобождение от желаний; 2) избавление от страданий; 3) обретение покоя; 4) непосредственное пребывание в нирване. Пройдя эти ступени, можно достичь перерождения на небесах Брахмы (Бонтэна). Сам Бонтэн обитает в мире форм над горой Сумеру, на первом из четырёх небес для медитации. |
|     | Считается правителем богов, владыкой Небес над горой Сумеру, а также богом бурь, грома и войны. Защищает как божества, так и людей от всего, что является злом. Буддистами в Тибете, Китае и Японии был воспринят в качестве божества-хранителя. В Японии также известен как бог богатства. Тяйсякутэну приписывают способность оживлять убитых в битве, поэтому его наделяют как атрибутами Создателя, так и бога Солнца. В японских произведениях он часто изображается верхом на тридцатитрёхголовом слоне по имени Айравата. Однако в некоторых произведениях может иметь лишь три головы. |
|     | Суйтэн (Суйдзин) — божество воды или водный ками. К термину Суйдзин относится не только водный ками (яп. 水の神様 Мидзу-но-Камисама), но и все мифологические существа, обитающие в озерах, прудах, источниках и колодцах, включая змей, драконов и черепах. В Японии Мидзу-но-Камисама считается хранителем рыбацкого народа, а также покровителем плодородия и материнства. По всей стране можно встретить святилища, посвящённые этому божеству. Святилище Суйтэнгу в Куруме (префектура Фукуока) является главным. После прихода буддизма в Японию в 6 веке в японском буддийском пантеоне появилось божество Суйтэн, которое стало аналогом индуистского бога Варуны. Суйтэн является одним из 12 Божеств, защищающих эзотерический буддизм. В мандалах он обычно изображается на Западе или Юго-Западе. |
|     | В синтоизме — один из семи богов счастья. Также известен как бог богатства и воинов. Является владыкой Севера и одним из Четырёх небесных царей, охраняющих мир Будды. Бисямонтэн изображается облачённым в доспехи, держащим копьё в одной руке и пагоду — в другой. Пагода выступает в качестве сокровищницы, которую охраняет Бисямонтэн. |
|     | Бог подземного мира и верховный судья в загробной жизни. Считается, что после смерти человека предстаёт перед десятью судьями, самым главным среди которых является Эмматэн. Его индуистским аналогом является бог Яма, являющийся не только богом загробного мира, но и богом Солнца. |
|     | Бог огня. В индуистской традиции выступает в качестве посредника между богами и людьми, а также защитника людей от голода, нищеты и злых духов. Покровитель Юго-Востока, один из 12 Божеств, защищающих эзотерический буддизм. В индуистской иконографии Агни может иметь одну, две или три головы и две, четыре или семь рук, красное лицо и мандорлу в виде пламени. Чаще всего сидит на баране и держит в одной руке чётки, а в другой — сферу, топор или факел. В японской иконографической традиции Катэн изображается в виде старца с суровым выражением лица. |
|     | Демонические божества, которые питаются плотью мёртвых. Согласно индуистским преданиям, изначально были божествами-пожирателями детей, но затем встали на защиту буддизма. Считается что, Расэцутэн сопровождают Бисямонтэна вместе с Якшами в те места, где исповедуют буддизм. В иконографии Расэцутэн изображаются с головой быка/ коровы или лошади. Также описываются как ужасающие, с чёрными телами, рыжими волосами и зелёными глазами, демонические существа. Расэцутэн обитают в аду, где мучают, а затем, пожирают умерших. В древнеиндийских источниках Ракшасы (Расэцутэн) встречаются в качестве варварского народа. Их местом обитания была Шри-Ланка, где они считались исконными жителями. Антропофаги, одно время наводившие ужас на потерпевших кораблекрушение моряков.                   |
|     | В Японии также носит имя Дайдзидзайтэн, что в переводе на санскритский — Махешвара, одно из имён бога Шива, который является одним из трёх главных богов индуизма наряду с Брахмой (Бонтэн) и Вишну. В буддизме Дайдзидзайтэн (Исянатэн) предстаёт как один из 12 Божеств-защитников буддийских учений. Исянатэн — покровитель Северо-Востока. Считается, что он живёт на шестом небе мира желаний. В иконографии Исянатэн часто изображается держащим в правой руке трезубец, а в левой — чашу с кровью. Согласно традициям эзотерического буддизма, прежде чем стать защитником буддизма, Исянатэн был побеждён покорителем земных желаний, Го: дзандзэ Мё:-о:. Поэтому в иконографии часто можно встретить Го: дзандзэ Мё:-о:, топчущего ногами Исянатэна и его супругу Уму.                               |
|     | Бог ветра, приносящий удачу, потомство и долголетие. Владыка Северо-Запада. В иконографии Фу: тэн предстает в качестве седовласого старика в красных доспехах, держащего скипетр ветра в правой руке. Аналогом Фу: тэна в индуизме является бог ветра Ваю. |
|     | Божество солнечного света. Его главным атрибутом является расположенный в руках красный солнечный диск, иногда имеющий внутри чёрного трехногого ворона (согласно китайской мифологии ворон тесно связан с солнцем). В иконографии часто изображается вместе с Гаттэном и Якуси Нё: рай. Обычно в триаде Якуси Сандзон Ниттэн располагается слева от Якуси Нё: рая, а Гаттэн — справа. Иногда Ниттэн и Гаттэн встречаются в иконографии с Сэндзю Каннон. Аналогом Ниттэна в индуизме является бог Солнца Сурья. |
|     | Божество лунного света. Его главным атрибутом является белый лунный диск, расположенный в руках или над головой. Свет полной Луны олицетворяет знание и добродетель Будды, также символизирует стремление живых существ достичь состояния просветления. Иногда в лунном диске встречается изображение кролика, который, согласно японской и китайской мифологии, живёт на Луне. В иконографии Гаттэн часто изображается вместе с Ниттеном и Якуси Нё: рай. Обычно в триаде Якуси Сандзон Гаттэн располагается справа от Якуси Нё: рая, а Ниттэн — слева. Иногда Ниттэн и Гаттэн встречаются в иконографии с Сэндзю Каннон. Аналогом Гаттэна в индуизме является бог Луны Чандра. |
|     | Бог земли. В индуизме аналогом Дзитэна является божество, чья обязанность — защищать землю и все растения от бедствий. |